# 楚攻絞之戰
楚攻絞之戰發生於前700年，楚國打敗絞國軍隊的一場戰爭。
楚武王四十一年（前700年）夏季，楚武王親自討伐絞國，並且包圍其南門。而其子屈瑕進諫：「絞乃小國力量輕微，力量輕微者定必寡謀，無謀者可以誘惑之。」而武王聽從他的意見，讓屈瑕遂派采樵者誘使絞軍出城。首日，絞軍獲三十人。次日，絞軍爭出追逐楚軍役徒於山中，楚軍斷其退路，伏兵自山上衝殺而下大敗絞軍。